# Norrholmsviken
Norrholmsviken är en fjärd i Åland (Finland). Den ligger i den norra delen av landskapet, 30 km norr om huvudstaden Mariehamn.
I omgivningarna runt Norrholmsviken växer i huvudsak barrskog. Runt Norrholmsviken är det glesbefolkat, med 12 invånare per kvadratkilometer.